# Eumicrosoma
Eumicrosoma is een geslacht van vliesvleugelige insecten van de familie Scelionidae.

## Soorten
- E. beneficum Gahan, 1913
- E. phaeax (Nixon, 1938)